# Torre di San Vincenzo
La torre di San Vincenzo è una torre costiera situata nel centro di San Vincenzo. La sua ubicazione è in prossimità del porto della cittadina costiera.

## Storia e descrizione
La torre venne edificata dai Pisani in epoca medievale, più precisamente nel corso del Duecento, affinché potesse svolgere funzioni di avvistamento e di difesa lungo il litorale meridionale del territorio della Repubblica di Pisa. La struttura architettonica militare continuò a svolgere per secoli le sue originarie funzioni, anche dopo l'inglobamento della zona all'interno del territorio amministrato dal granducato di Toscana. Proprio attorno alla metà del Cinquecento, i Medici effettuarono alcuni interventi per potenziare le capacità difensive, implementando di fatto il ruolo svolto dalla torre.
La torre di San Vincenzo si presenta a pianta quadrata, disposta su tre livelli, con basamento a scarpa. Rimasta inglobata nel tessuto urbano della località balneare, presenta le pareti murarie esterne rivestite in intonaco, a seguito di restauri effettuati durante il secolo scorso, mentre sul lato opposto al mare è rimasta addossata ad un edificio abitativo posticcio che venne costruito dove si articolava la rampa di scale esterna che conduceva alla porta d'ingresso che si apriva al piano rialzato, che a sua volta era preceduta da un ponte levatoio. La parte sommitale della torre culmina con una merlatura che delimita la terrazza, che ha sostituito il tetto di copertura a quattro fornici presente almeno fino a tutto il Settecento.

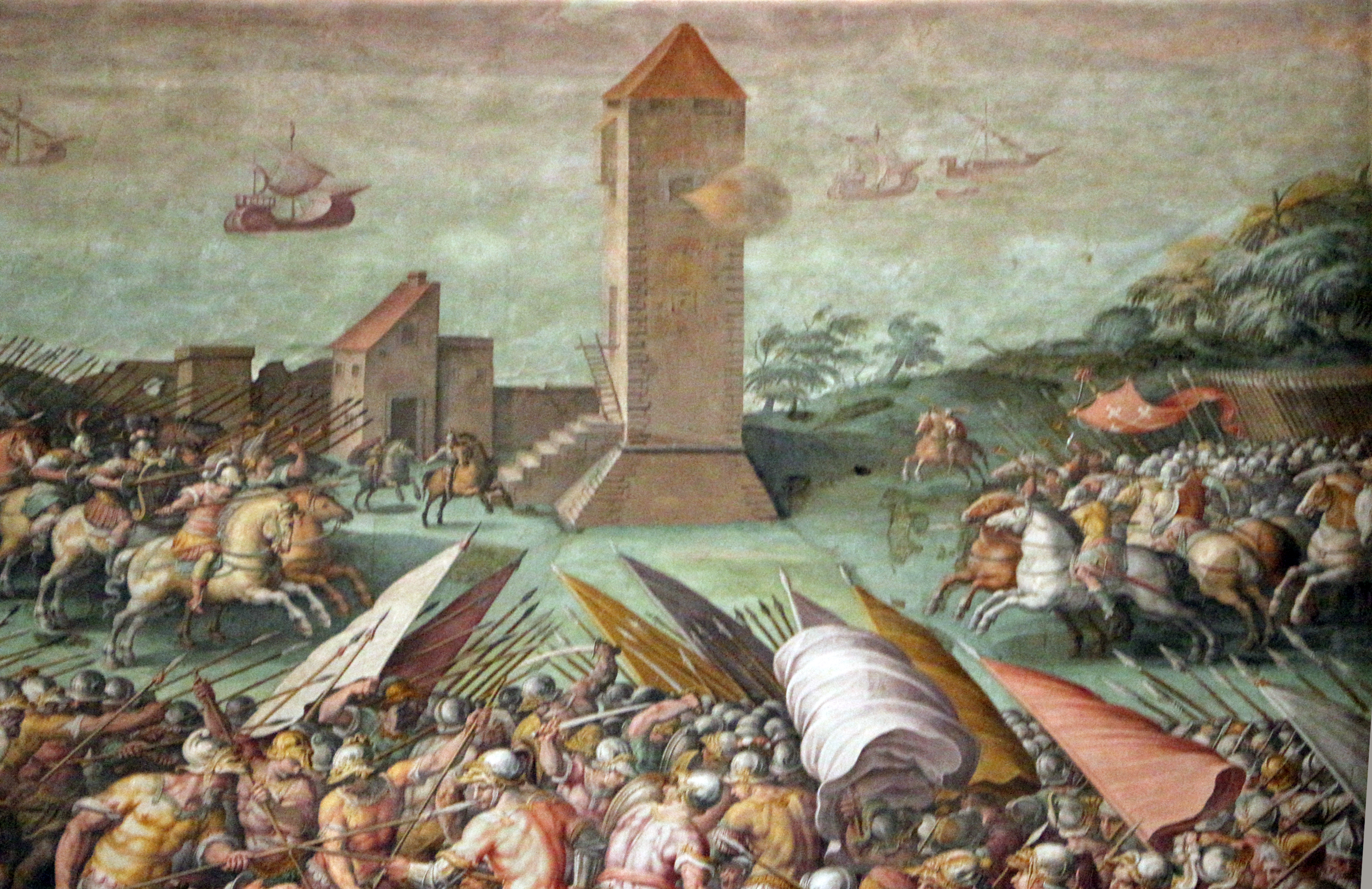
La torre di San Vincenzo nell'affresco di Vasari nel Salone dei Cinquecento